# Шлезвигский собор
Шлезвигский собор (нем. Schleswiger Dom, дат. Slesvig Domkirke), официальное название Собор Святого Петра в Шлезвиге (нем. St. Petri-Dom zu Schleswig) — главная евангелическо-лютеранская церковь города Шлезвиг. Кафедральный собор Шлезвига до 1624 года (когда епархия была упразднена). Входит в число важнейших архитектурных памятников Шлезвиг-Гольштейна.

## История
В 850 году в Хайтхабу (Хедебю) была основана миссионерская церковь. Между 947 и 949 годами Оттон I установил три епархии на Кимбрийском полуострове: Рибе, Шлезвиг и в 948 году в Орхусе. После основания Шлезвигской епархии в 947 году был построен первый собор в Шлезвиге. Сегодня ни размер, ни местоположение этого собора не известны. 
В 1134 году началось строительство новой романской базилики. Работы были завершены только около 1200 года, поскольку был также построен дополнительный неф, сохранившийся по сей день. В строительстве использовался гранит, туф из Рейна и кирпич.
В 1134 году в собор Святого Петра было принесено обезглавленное тело короля Дании Нильса после того, как местные рыбаки извлекли его из своих сетей в бухте Шлей. Монахи, которые приготавливали тело к погребению, слышали странные звуки и думали, что дух царя Нильса бродит в церкви. В результате тело короля было доставлено в Готторп и положено в заболоченную могилу. Кто-то даже вонзил кол в грудь Нильса, чтобы удержать его там. Легенда гласит, что король Нильс до сих пор часто посещает собор, и что он всё ещё охотится на болотах и в лесах Шлезвига со своими собаками.
В 1275 году после обрушения двух башен и некоторых частей базилики, началась реконструкция хоров в готическом стиле; работы были завершены около 1300 года.
Церковь в готическом стиле строилась в 1200—1408 годах и была окончательно завершена в XVI веке. В 1894 году собор приобрел свой окончательный внешний вид. В 1879 году Шлезвиг стал столицей провинции, а в 1888 году с подачи кайзера Вильгельма II началось строительство западной неоготической башни. В 1894 году работы были завершены. Эта 112-метровая пристройка непропорционально высока по отношению к зданию собора.

## Достопримеательности
На башне на уровне 65 метров находится смотровая площадка, с которой открывается вид на город Шлезвиг, Шлей и рыбацкую деревню Хольм.
Главная достопримечательность собора — Бордесхольмский алтарь, вырезанный из дерева Хансом Брюггеманом в 1514—1521 гг. Также примечательны готический алтарь волхвов (прибл. 1300 год), бронзовая купель (1480) и 4-метровая деревянная статуя Святого Христофора (работы того же Брюггемана).
Среди прочих в соборе покоятся: шлезвигские герцоги Вальдемар IV и Эрик II, датский король Фредерик I, датские государственные деятели Конрад фон Ревентлов и Густав Тролле.